# وليام هوكينز بولك
وليام هوكينز بولك (بالإنجليزية: William Hawkins Polk) (و. 1815 – 1862 م) هو سياسي، ومحام، ودبلوماسي من الولايات المتحدة الأمريكية .
وهو عضو في الحزب الديمقراطي الأمريكي .

## التعليم
تعلم في جامعة ولاية كارولينا الشمالية في تشابل هيل، وجامعة تينيسي.